# Wymysłów (Szerzawy)
Wymysłów – część wsi Szerzawy w Polsce, położona w województwie świętokrzyskim, w powiecie starachowickim, w gminie Pawłów.
W latach 1975–1998 Wymysłów administracyjnie należał do województwa kieleckiego.